# برايان فيكيت
برايان فيكيت (بالإنجليزية: Brian Fekete)‏ (26 يناير 1990 في الولايات المتحدة - ) هو لاعب كرة قدم أمريكي في مركز الدفاع. لعب مع أورلاندو سيتي وAustin Aztex ‏ وGPS Portland Phoenix ‏ وبيتسبورغ ريفرهوندز وIMG Academy Bradenton ‏.

## وصلات خارجية
- برايان فيكيت على موقع قاعدة بيانات كرة القدم.إي يو (الإنجليزية)